# Wolfgang Hagen
Wolfgang Hagen (* 28. Februar 1950 in Bedburg-Hau; † 17. Februar 2022 in Zürich) war ein deutscher Hörfunkredakteur, Verlagslektor, Medienwissenschaftler und Hochschullehrer an der Leuphana Universität Lüneburg.

## Leben
Der Arztsohn Hagen studierte nach dem Abitur 1968 am Freiherr-vom-Stein-Gymnasium (Kleve) Germanistik, Philosophie, Musikwissenschaft, Volkswirtschaftslehre, Komparatistik in Wien (zur Wehrdienstvermeidung) und Berlin und promovierte 1977 in Philosophie bei Margherita von Brentano. Im Jahr 2001 habilitierte er sich an der Universität Basel. Von 1970 bis 1972 arbeitete er im Merve-Verlag Berlin, 1978 war er Kulturredakteur bei Radio Bremen, 1979 bis 1984 Redakteur und Moderator der Sendung SFBeat des Sender Freies Berlin. Von 1985 bis 2002 arbeitete er als Leiter der Abteilung Kultur Aktuell, 1986 als Moderator von 3 nach 9, dann als Gründungs- und Programmchef von Radio Bremen Vier, dem ersten Jugendprogramm der ARD. Von 2002 bis 2012 war er Leiter der Kultur- und Musikabteilungen sowie Leiter der Medienforschung im Deutschlandradio Kultur. Dort erfand er die Kurzhörspielserie Wurfsendung. Ab 2003 lehrte er als Privatdozent für Medienwissenschaft an der Humboldt-Universität zu Berlin. Von 2012 bis 2013 war Wolfgang Hagen Professor für Rhetorik, ab 2013 Professor für Medienwissenschaft an der Leuphana Universität Lüneburg.
Hagen befasste sich in seinen Studien z. B. mit der Geschichte des Radios seit 1920 in den USA und Deutschland. Das staatlich geführte deutsche Radio und das amerikanische Kommerzradio unterscheiden sich danach vor allem durch die „Modalitäten der Programmgestaltung“, die sich oft auf unterschiedliche technische Entwicklungen (z. B. Radiotelefonie, Formate wie Serials, DJs, Charts) zurückführen lassen. Erst mit der Gründung der BRD sei hier die Staatsallmacht über das Radio zurückgetreten, auch in Europa habe die Zeit des Massenmediums begonnen, das in den 1980er Jahren dominant geworden sei.
In den Studien zu Medientheorien des 20. Jahrhunderts untersucht Hagen das Princeton Radio Research Project, das 1937 mit der medienorientierten Sozialforschung begann. Zwischen Projektleiter Paul Lazarsfeld und Theodor W. Adorno, dem Leiter der Music Studies, kam es zu einer Diskussion der Möglichkeit einer solchen Wissenschaft der Massenmedien.
Hagen war mit der SRF-Direktorin Nathalie Wappler verheiratet. Er starb im Februar 2022 im Alter von 71 Jahren in Zürich.

## Schriften (Auswahl)
- Die Schillerverehrung in der Sozialdemokratie vor 1914. Zur ideologischen Formation proletarischer Kulturpolitik vor 1914. Metzler, Stuttgart 1977 [=Dissertation an der FU Berlin], ISBN 978-3-476-00372-0.
- Gegenwartsvergessenheit. Studien zu Lazarsfeld, Adorno, Innis und Luhmann. Berlin 2003, ISBN 978-3-88396-192-7.
- Das Radio. Zur Geschichte und Theorie des Hörfunks – Deutschland/USA. Fink, München 2005, ISBN 978-3-7705-4025-9, (digi20.digitale-sammlungen.de)
- Was tun, Herr Luhmann? Vorletzte Gespräche mit Niklas Luhmann. Kulturverlag Kadmos, Berlin 2009, ISBN 978-3-931659-98-1.
- Warum haben Sie keinen Fernseher, Herr Luhmann? Letzte Gespräche mit Niklas Luhmann (Ableger). Kulturverlag Kadmos, Berlin 2011, ISBN 978-3-86599-070-9.
- Das Loch. Beobachtungen vom Schwinden des Seins. Merve, Berlin 2022, ISBN 978-3-88396-373-0.